# Mongolija
Mongolija (mongolsko Монгол улс, ) je azijska celinska država, ki na severu meji na Rusijo, na jugu, vzhodu in zahodu na Kitajsko, na zahodu pa se približa Kazahstanu na le nekaj kilometrov. Je druga največja država, ki nima morja, takoj za bližnjim Kazahstanom. Pokriva površino 1.564.116 kvadratnih kilometrov in ima 3,5 milijona prebivalcev, zaradi česar je najredkeje poseljena suverena država na svetu. V Ulan Batorju, glavnem mestu in tudi največjem mestu v državi, živi okoli 50 % prebivalstva. Velik del njenega ozemlja pokriva travnata stepa, na severu in zahodu pa gorovje Altaj, na jugu pa puščava Gobi.
Ozemlje sodobne Mongolije so vladala različna nomadska cesarstva, vključno s Huongnu, Šianbei, Rouranom, Prvim turškim kaganatom, Drugim turškim kaganatom, Ujgurskim kaganatom in drugimi. Leta 1206 je Džingiskan ustanovil Mongolsko cesarstvo, ki je postalo največje sosednje kopensko cesarstvo v zgodovini. Njegov vnuk Kublajkan je osvojil Kitajsko in ustanovil dinastijo Juan. Po propadu Juana so se Mongoli umaknili v Mongolijo in nadaljevali s prejšnjim vzorcem frakcijskih konfliktov, razen v času Dajan kana in Tumen Zasagt kana.
V 16. stoletju se je v Mongolijo razširil tibetanski budizem, ki ga je nadaljevala dinastija Čing, ustanovljena v Mandžuriji, ki je državo v 17. stoletju absorbirala. Do začetka 20. stoletja je bila skoraj tretjina odraslega moškega prebivalstva budistični menihi. Po propadu dinastije Čing leta 1911 je Mongolija razglasila neodvisnost in leta 1921 dosegla dejansko neodvisnost od Republike Kitajske. Kmalu zatem je država postala satelitska država Sovjetske zveze. Leta 1924 je bila ustanovljena Mongolska ljudska republika kot socialistična država. Po protikomunističnih revolucijah leta 1989 je Mongolija v začetku leta 1990 izvedla svojo mirno demokratično revolucijo. To je privedlo do večstrankarskega sistema, nove ustave leta 1992 in prehoda na tržno gospodarstvo.
Približno 30 % prebivalstva je nomadskega ali polnomadskega; konjska kultura ostaja sestavni del. Budizem je večinska religija (51,7 %), nereligiozni pa so druga največja skupina (40,6 %). Islam je tretja največja verska identifikacija (3,2 %), skoncentrirana med etničnimi Kazahi. Velika večina državljanov so etnični Mongoli, približno 5 % prebivalstva pa predstavljajo Kazahi, Tuvanci in druge etnične manjšine, ki so še posebej skoncentrirane v zahodnih regijah. Mongolija je članica Združenih narodov, Azijskega dialoga o sodelovanju, skupine G77, Azijske investicijske banke za infrastrukturo, Gibanja neuvrščenih in globalna partnerica Nata. Mongolija se je leta 1997 pridružila Svetovni trgovinski organizaciji in si prizadeva razširiti svoje sodelovanje v regionalnih gospodarskih in trgovinskih skupinah.

## Etimologija
Ime Mongolia v latinščini pomeni »Dežela Mongolov«. Mongolska beseda Mongol (монгол) je negotove etimologije. Sükhbataar (1992) in de la Vaissière (2021) sta predlagala, da izvira iz imena Mugulü, ustanovitelja Rouranskega kaganata iz 4. stoletja, prvič potrjeno kot Mungu, (kitajščina: 蒙兀, sodobna kitajska Měngwù, srednja kitajska Muwngu), veja ljudstva Šivei na seznamu severnih plemen dinastije Tang iz 8. stoletja, domnevno povezana z Mungkujem iz obdobja Liao (kitajščina: 蒙古, sodobna kitajska Měnggǔ, srednja kitajska MuwngkuX).
Po padcu dinastije Liao leta 1125 so Khamaški Mongoli postali vodilno pleme na Mongolski planoti. Vendar so jih vojne z dinastijo Jin, ki so jo vladali Jurčeni, in tatarsko konfederacijo oslabile. Zadnji poglavar plemena je bil Jesügej, čigar sin Temüjin (Džingiskan) je sčasoma združil vsa plemena Šivei v Mongolsko cesarstvo (Jekhe Monggol Ulus). V 13. stoletju je beseda Mongol postala krovni izraz za veliko skupino mongolsko govorečih plemen, združenih pod vladavino Džingiskana.
Od sprejetja nove mongolske ustave 13. februarja 1992 je uradno ime države Mongolija (Mongol Uls).

## Zgodovina
Tisočletna zgodovina Mongolije se v glavnem deli na tri dele:
- zedinjenje nomadskih plemen leta 209 pr. n. št. v narod Šiongnu (kitajsko: 匈奴, Xiongnu) in naslednje obdobje vladavin Šianbei, Rouran, Gokturk in drugih do 12. stoletja;
- veliko Mongolsko cesarstvo (1206-1370), njegov razpad in priključitev Kitajski;
- ponovna samostojnost Mongolije.

### Prazgodovina in antika
Homo erectus se je naselil v Mongolijo pred 850.000 leti. Sodobni ljudje so pred približno 40.000 leti, v zgornjem paleolitiku, dosegli Mongolijo. Jama Hoid Cenher v provinci Hovd kaže živahne roza, rjave in rdeče-oker poslikave (izpred 20.000 let) mamutov, risov, baktrijskih kamel in nojev in si zasluži vzdevek Lascaux Mongolije. Venera iz Mal'te (izpred 21.000 let) priča o razvitosti paleolitske umetnosti v severni Mongoliji (danes je kraj Mal'ta del Rusije).
Kmečke neolitske naselbine (okoli 5500–3500 pr. n. št.), kot so v Norovlinu, Tamsagbulagu, Bajanzag in Rašaan Hadu so obstajale že pred uvedbo nomadstva in uporabo konja, kar je osrednji dogodek v zgodovini Mongolije. Nomadstvo je postalo prevladujoči način življenja. Etnogeneza mongolskih ljudstev je v veliki meri povezana s širitvijo starodavnih severovzhodnih Azijcev. Mongolski pastirski način življenja lahko delno izhaja od zahodnih stepskih pastirjev, vendar brez večjega pretoka genov med tema dvema skupinama, kar kaže na kulturni prenos.
Nomadstvo konjskih jahačev je bilo prvič videno v bakrenodobni in bronastodobni Afanasevski kulturi (3500–2500 pr. n. št.), ki je segala do gorovja Hangaj v osrednji Mongoliji. Vozovi s kolesi, najdeni v grobovih Afanasevske kulture so datirani v 2200 pr. n. št. Pastoralno nomadstvo in obdelava kovin se je zelo razvilo v kasnejši Okunevski kulturi (2. tisočletje pr. n. št.), Andronovski kulturi (2300–1000 pr. n. št.) in Karasuški kulturi (1500–300 pr. n. št.), ki se je zaključila z železno dobo Šiongnu cesarstva leta 209 pr. n. št. Ostanki pred bronastodobnimi Šiongnu vsebujejo jelenove megalite, grobne gomile kurgan, kvadratne grobnice iz kamnitih plošč in skalne poslikave.
Čeprav se je pridelava poljščin nadaljevala do mlajše kamene dobe, je vedno zaostajala v primerjavi z nomadskim pastirstvom, ki je v Mongolijo morda prišlo z zahoda ali je nastalo neodvisno. Prebivalstvo bakrene dobe je bilo opisano kot paleomongoloidno na vzhodu, kar je zdaj Mongolija, in kot evropoidno na zahodu. 
V bronasti dobi so zahodno Mongolijo naselili Točariani (Juedži) in Skiti. Mumija skitskega bojevnika, za katero pravijo, da je stara okoli 2500 let, je 30 do 40-letni moški s svetlimi lasmi in so ga našli v Altaju v Mongoliji. Zaradi uvedbe konjskega nomadstva se je mongolsko politično središče iz evrazijske stepe premaknilo v Mongolijo, kjer je ostalo do 18. stoletja. 
Poseg severnih pastirjev (npr. Guifang, Šanrong, Donghu) na Kitajsko v času dinastij Šang (1600–1046 pr. n. št.) in Džov (1046–256 pr. n. št.), je bil začetek dobe nomadskih imperijev.

### Zgodnje države
Mongolija, od pradavnine naseljena z nomadi, je od časa do časa izoblikovala veliko konfederacijo. Prva od teh je nastala, ko so se zbrali Šiongnu z neznanimi narodi, da bi leta 209 pred našim štetjem ustvarili konfederacijo Modu Šanju. Kmalu so se pojavili kot največja grožnja dinastije Čin, zaradi česar je slednja začela gradnjo Kitajskega zidu in se zavarovala s skoraj 300.000 vojaki, ki jim je poveljeval maršal Meng Tian. Ni znano, kateri etnični skupini je ta narod pripadal, vendar ga nekateri zgodovinarji istovetijo s Huni. Skoraj vsi podatki o njih so iz kitajskih virov, zato so verjetno nekatera dogajanja zamolčana ali pretirana, saj so bili Mongoli in Kitajci stalno v vojnem stanju.
Obsežnemu Hunhujskemu cesarstvu (209 pr. n. št.–93 n. št.) je sledilo mongolsko cesarstvo Šianbej (93–234 n. št.), ki je prav tako vladalo več kot celotni današnji Mongoliji, ki je prav tako vladal več kot celotni današnji Mongoliji. Sledil je mongolski Rouran kaganat (330–555), odcepljen od Šianbeia kot ogromno cesarstvo (segalo je od Bajkala do puščave Gobi in od Haršara do Koreje); bili so prvi, ki so uporabili naziv kagan kot cesarski naziv. 
Porazili so ga Gokturki (555–745), katerih cesarstvo je bilo celo večje (leta 576 so oblegali Panticapaeum, današnji Kerč). Sledil je Ujgurski kaganat (745–840), ki so ga porazili Kirgizi. Mongolski Kitani, potomci Šianbeijev, so vodili Mongolijo v času dinastije Liao (907–1125), za katero so prišli Hamag Mongoli (1125–1206).

### Mongolsko cesarstvo do začetka 20. stoletja
Leta 1189 je prestol Hamag Mongolov zasedel 27-letni Temudžin, pra-pra-vnuk kana Habula, ki mu je v kaosu poznega 12. stoletja končno uspelo združiti mongolska plemena (ki so spadala v Šivei, vejo Mongolskih Šianbeijev) med Mandžurijo in gorovjem Altaj v ikh (veliko) mongolsko cesarstvo. Leta 1206 je prevzel naslov Džingiskan in vodil serijo vojaških akcij, s katerimi je pometel skozi večji del Azije in ustvaril Mongolsko cesarstvo, ki je bilo največje po obsegu teritorija v svetovni zgodovini. Po svojih zavojevanjih je postal znan kot krut vladar. Pod njegovimi nasledniki se je cesarstvo raztezalo od današnje Ukrajine na zahodu do Koreje na vzhodu in od Sibirije na severu do Omanskega zaliva in Vietnama na jugu, kar je znašalo 33.000.000 kvadratnih kilometrov (22 % celotne zemeljske površine) in je imelo več kot 100 milijonov prebivalcev. Pax Mongolica je ustvaril mir po deželi, omogočil varno trgovino in poslovanje po vsej Aziji in unificiral davčni sistem. To so bili zlati časi za trgovce. Arabci, Grki in zahodni Evropejci so mirno trgovali po poteh Mongolije, izmenjavalo se je znanje in tehnologije (orožje, tisk, gradnja ladij ...), kot tudi umetnost in arhitektura.
Moderni raziskovalci ugotavljajo, da je imelo mongolsko osvajanje pomembne posledice, ne samo v valu preseljevanja narodov v evropskem prostoru, temveč tudi v biološkem pogledu. V krajih, ki so bili nekoč pod mongolsko oblastjo, ima približno 8 % ljudi dva kromosoma Y v telesnih celicah, kar se pripisuje mongolski genetski dediščini.
Po Džingiskanovi smrti, je bilo cesarstvo razdeljeno na štiri kraljestva ali kanate, ki so postali samostojni po državljanski vojni (1260–1264), v kateri je leta 1259 umrl Möngke kan. Eden od kanatov je bil Veliki kanat, ki sta ga sestavljali današnja Mongolija in Kitajska in ga je vodila dinastija Juan pod Kublajkanom, Džingiskanovim vnukom. Ta je glavno mesto preselil v današnji Peking. Po več kot stoletju moči, je dinastijo Juan leta 1368 nadomestila dinastija Ming,  mongolski dvor pa je zbežal na sever. Ko je vojska Mingov potiskala Mongole v njihovo domovino, so uspešno oplenili in uničili mongolsko glavno mesto Karakorum in nekaj drugih mest. Nekaj poskusov upiranja so Mongoli izvedli pod Ajušridarjem in njegovim generalom Köke Temürjem.
Po izgonu dinastije Juan iz Kitajske, so Mongoli še naprej imenovali Mongolijo tudi kot Severni Juan. Naslednja stoletja so zaznamovali nasilni boji moči med različnimi frakcijami, predvsem Genghisidi in ne-Genghisidskimi Oirati, kakor tudi več kitajskih vpadov (pet napadov je vodil cesar Jongle). V začetku 15. stoletja so Oirati pod Esen Tajišijem dobili premoč in celo leta 1449 vdrli na Kitajsko. V sporu glede Esenove pravice izkazati mu spoštovanje, je ta zajel cesarja Mingov. Esen je bil leta 1454 umorjen in na oblast so se vrnili Boržigiti (cesarski klan Džingiskana in njegovih naslednikov).
Batumöngke Dajan Kan in njegov katun Manduhai sta združila celotno mongolsko ljudstvo pod Genghisidi v začetku 16. stoletja. V sredini 16. stoletja, je postal močan Altan Kan iz Tümeda, vnuk Dajan kana - a ni bil legitimen kan. Leta 1557 je ustanovil mesto Hohot. Njegovo srečanje z dalajlamo leta 1578 je sprožilo drugo uvedbo tibetanskega budizma v Mongolijo. Abtai Kan iz plemena Halhha je prevzel budizem in leta 1585 ustanovil samostan Erdene Zuu. Njegov vnuk Zanabazar je leta 1640 postal prvi Jebtsundamba Hutughtu (dobesedno 'sveti častitljivi Gospod'), duhovni voditelj Gelug linije tibetanskega budizma v Mongoliji. Imajo tudi naziv Bogd Gegeen, zaradi česar so najvišji lama v Mongoliji. Celotna populacija Mongolov je sprejela budizem. Vsaka družina hrani spise in Budove kipe na oltarju ob severni strani svojega gera (jurta). Mongolski plemiči so podarili zemljišče, denar in pastirje samostanom. Vodstvo samostanov je imelo poleg duhovne tudi pomembno posvetno moč.
Zadnji mongolski kan je bil Ligden kan v začetku 17. stoletja. Prišel je v konflikt z Mandžuri (kitajska etnična manjšina) pri plenjenju kitajskih mest, pri čemer jim je uspelo odtujiti večino mongolskega plemena. Umrl je leta 1634, nakar je leta 1636 večina Notranje mongolskih plemen prestopila k Mandžurcem, ki so bili ustanovitelji dinastije Čing. Halhi do leta 1691 prepustijo vodenje dinastije Čing, kar pomeni da je bila vsa današnja Mongolija pod oblastjo Mandžurcev. Po številnih vojnah, so bili Džungari (zahodni Mongoli ali Oirati) skoraj uničeni od zavojevanja Čingov, ki so v letih 1757-1758 osvojili Džungarijo.
Nekateri strokovnjaki ocenjujejo, da je približno 80 % od 600.000 ali več Džungaritov umrlo zaradi bolezni in vojskovanja. Mongolija je dobila relativno avtonomijo, ki so jo upravljali dedno Tušet kan, Secen kan, Zasagt kan in Sain Nojon kan kot Genghisidski kanat (Mongolsko Алтан ураг-Altan urag, pomeni 'Zlata liga'). Mongolski Jebcundamba Hutuktu je imel de facto oblast. Mandžurci so prepovedali množično kitajsko priseljevanje, kar je Mongolom omogočalo ohraniti svojo kulturo. Glavna trgovska pot v tem obdobju je bila Čajna cesta, ki je imela stalne postaje, locirane na vsakih 25 do 30 kilometrov, za katere je skrbela ekipa 5-30 izbranih družin. Urga (današnji Ulan Bator) je imel veliko koristi od te kopenske trgovine, saj je bilo edino večje naselje v Mongoliji, ki so jih trgovci, uradniki in potniki na Čajni cesti uporabljali kot točko postanka.
Do leta 1911 je dinastija Čing ohranila nadzor nad Mongolijo z vrsto zavezništev in porok ter vojaškimi in gospodarskimi ukrepi. Ambani, mandžurski 'visoki uradniki', so bili nameščeni v Khüree, Uliastai in Khovdu, država je bila razdeljena na vedno bolj fevdalne in cerkvene fevde. V 19. stoletju so fevdalci dajali večji pomen zastopanju in manj odgovornosti do svojih posesti. Obnašanje mongolskega plemstva, skupaj z oderuško prakso kitajskih trgovcev in pobiranje davkov v srebru namesto v živalih, je povzročilo vse večjo revščino.
Leta 1911 je bilo v Mongoliji 700 velikih in malih samostanov in 115.000 menihov, ki so sestavljali 21 % prebivalstva. Poleg Jebcundamba Hutuktuja je bilo še 13 drugih reinkarniranih visokih lam, imenovanih »svetniki gospodarskega pečata« (tamgatai hutuktu).

### Moderna doba
S padcem mandžurske dinastije Čing, je leta 1912 mongolski najvišji lama Bogd gegen enostransko razglasil samostojnost Mongolije in popolno neodvisnost od Kitajske in se postavil na čelo države kot Bogd Kan. Vendar pa je na novo ustanovljena republika Kitajska smatrala, da je Mongolija del njenega ozemlja. Bogd kan je rekel Juan Šikaiju, predsedniku republike Kitajske: »Sem ustanovil lastno državo pred vami, Mongoli in Kitajci imajo drugačen izvor, naši jeziki in pisava so različni. Vi niste mandžurskega porekla, kako si lahko zamislite, da je Kitajska naslednik Mandžurcev?«.
Območje, ki ga je imel Bogd Kan pod nadzorom je bilo približno enako nekdanji Mongoliji v obdobju Čing. Leta 1919, po oktobrski revoluciji v Rusiji, so Kitajski vojaki pod vodstvom Šu Šuženga zasedli Mongolijo.
Rezultat ruske državljanske vojne je bil, da je v oktobru 1920, general podpolkovnik baron Ungern pripeljal svoje belogardejske čete v Mongolijo in v začetku februarja 1921 premagal kitajske sile v Niislel Khüree (danes Ulan Bator). Da bi odpravili grožnjo, ki jo je predstavljal Ungern, ki se je postavil na kitajsko stran, se je boljševiška Rusija odločila, da bo podprla vzpostavitev komunistične mongolske vlade in vojske. Mongolska vojska je 18. marca 1921 prevzela mongolski del Kjahta od kitajskih sil, ruske in mongolske čete so nato 6. julija prispele v Khüree. Neodvisnost Mongolije je bila ponovno razglašena 11. julija 1921. Ti dogodki so v naslednjih sedmih desetletjih privedli so tesnega sodelovanja Mongolije s Sovjetsko zvezo.
Leta 1924, ko je Bogd Kan umrl za rakom grla ali, kot trdijo nekateri viri, v rokah ruskih vohunov, je bil politični sistem v državi spremenjen, ustanovljena je bila Mongolska ljudska republika. Leta 1928 se je na oblast povzpel Horlogijn Čojbalsan. Prvi voditelji mongolske ljudske republike (1921-1952) niso bili komunisti in mnogi od njih so bili Pan-mongolisti. Sovjetska zveza je tako prepričljivo vzpostavila komunistični režim v Mongoliji, da je Pan-mongoliste kasneje iztrebila. Sovjeti so leta 1960 priznali mongolsko ljudsko stranko kot prave komuniste, po sumljivi smrti voditelja Pan-mongolista Čojbalsana.
Horlogijn Čojbalsan je začel kolektivizacijo živine, začelo se je uničenje samostanov in stalinistična represija - posledica je bil poboj menihov in drugih. Leta 1920 je bila v Mongoliji približno ena tretjina moške populacije menihov. Do začetka 20. stoletja je bilo delujočih okoli 750 samostanov. Stalinistična čistka, ki se je začela leta 1937, je prizadela republiko in umrlo je več kot 30.000 ljudi. Rusija je leta 1930 ustavila migracijo Burjatov v Mongolsko ljudsko republiko, da bi preprečili mongolsko združitev. Vse voditelje Mongolije, ki niso prepoznali ruske zahteve za izvajanje terorja nad Mongoli, so Rusi usmrtili, tudi Peljidiin Gendena in Anandin Amarja. Tudi Čojbalsan je umrl sumljive smrti v Rusiji leta 1952. Vodja Kominterne Bohumír Šmeral je dejal: »Ljudje Mongolije niso pomembni, zemljišče je pomembno. Mongolsko zemljišče je večje kot v Anglija, Francija in Nemčija«.
Leta 1931 je postal, po invaziji sosednje Mandžurije, zaskrbljujoč japonski imperializem. Med sovjetsko-japonsko mejno vojno leta 1939 je Sovjetska zveza uspešno varovala Mongolijo pred japonskemu ekspanzionizmom. Mongolija se je borila proti Japonski v bitkah pri Halhin Golu leta 1939 in med sovjetsko-japonsko vojno avgusta 1945 za osvoboditev južne Mongolije od Japonske in Kitajske. Sovjetska grožnja da zaseže del Notranje Mongolije je povzročila, da je Kitajska priznala neodvisnost Mongolije pod pogojem, da se izvede referendum. Referendum je potekal 20. oktobra 1945 s (po uradnih podatkih) 100 % glasovanjem volivcev za neodvisnost. Po ustanovitvi Ljudske republike Kitajske, sta obe državi 6. oktobra 1949 potrdili vzajemno priznanje. 26. januarja 1952 je prevzel oblast Jumjagin Cedenbal.
Medtem ko je bil avgusta 1984 Cedenbal na obisku v Moskvi, je zaradi hude bolezni pozval parlament, da mu omogoči upokojitev in ga nadomesti z Jambin Batmönhom.
Razpad Sovjetske zveze je močno vplival na mongolsko politiko, ki je vodila k mirni demokratični revoluciji in uvedbi sistema večstrankarskega in tržnega gospodarstva. Nova ustava je bila sprejeta leta 1992 in ljudska republika je izginila iz imena države. Prehod v tržno gospodarstvo je bilo težko. V začetku leta 1990 so imeli visoko inflacijo in pomanjkanje hrane. Na prvih volitvah leta 1993 so zmagale ne-komunistične stranke, bile so predsedniške volitve in leta 1996 parlamentarne volitve. 
Podpis pogodbe rudnika Oju Tolgoi se šteje za pomemben mejnik v sodobni mongolski zgodovini. 
Mongolska ljudska revolucionarna stranka se je v letu 2010 preimenovala v Mongolsko ljudsko stranko.

## Geografija
Z 1.564.116 km² je Mongolija 18. država po velikosti na svetu. Večinoma leži med zemljepisno širino 41 ° in 52 ° S (majhno območje severno od 52 °) in dolžino 87 ° in 120 ° V. Kot referenčna točka za severni del Mongolije je približno na isti zemljepisni širini kot Berlin (Nemčija) in Amsterdam (Nizozemska), medtem ko je najjužnejši del na približno isti zemljepisni širini kot Rim (Italija) in Chicago (ZDA). Najzahodnejši del Mongolije je na približno enaki dolžini kot Kalkuta (Indija), medtem ko je najvzhodnejši del na isti dolžini kot Činhuangdao (Kitajska) in Hangdžou (Kitajska), kot tudi na zahodni rob Tajvana. Čeprav Mongolija ne deli meje s Kazahstanom, je njena najzahodnejša točka le 38 kilometrov od Kazahstana.
Mongolska planota ima površino okoli 2.600.000 kvadratnih kilometrov. Je omejena na vzhodu z gorovjem Hingan, gorovjem Jin na jugu, gorovjem Altaj na zahodu in gorovjem Sajan in Henti na severu. K planoti sodi tudi puščava Gobi, kakor tudi suhe stepske regije. Planota leži na višini 1000 do 1500 metrov, z najnižjo točko Hulunbuir in najvišjo točko v Altaju. Politično je planota razdeljena med Mongolijo, Kitajsko in Rusijo. Na Kitajskem je del Notranje Mongolije in avtonomne pokrajine Šindžjang. V Rusiji je planota del Burjatije in južne Oblasti Irkutsk.
Geografija Mongolije se spreminja, od puščave Gobi na jugu so hladnih in gorskih regij na severu in zahodu. Velik del Mongolije sestavljajo stepe, z gozdnatimi območji, ki obsegajo 11,2 % celotne površine. Najvišja točka v Mongoliji je Hujten na skrajnem zahodu, v pogorju Ttavan Bogd, ki je del mongolskega Altaja z višino 4374 m. Kotlino jezera Uvs si deli z Republiko Tuva v Rusiji in je naravna svetovna dediščina. Večina države ima vroča poletja in zelo mrzle zime, s povprečno januarsko temperaturo -30 ° C. V zimskem času je celotna Mongolija pod vplivom sibirskega anticiklona. Veliko hladnega zraka doteka iz Sibirije in se zbira v rečnih dolinah in kotlinah ter povzroča zelo nizke temperature, so pa pobočja gora mnogo toplejša zaradi učinkov temperaturne inverzije. Najtoplejše temperature januarja so v provinci Omnogovi (Dalanzadgad, Hanbogd) in v gorati regiji Altaj, ki mejita na Kitajsko. Edinstvena mikroklima daje rodovitne travinje in gozd regijam srednje in vzhodne province Arhangaj (Cecerleg) in severni provinci Ovorhangaj (Arvaiher), kjer so temperature januarja v povprečju enake, pogosto pa celo višje od najtoplejših puščavskih območij na jugu, poleg tega, da so bolj stabilne. Tudi gorovje Hangaj igra določeno vlogo pri oblikovanju te mikroklime.
Mongolija je visoka, hladna in vetrovna. Ima izjemno celinsko podnebje z dolgimi, mrzlimi zimami in kratkimi poletji, v katerem pade večina njenih letnih padavin. Povprečje je 257 oblačnih dni na leto in je običajno v središču visokega atmosferskega tlaka. Največ padavin je na severu (v povprečju 200 do 350 mm na leto), najmanj pa na jugu, ki prejme 100 do 200 mm letno. Najvišja letna količina padavin, 622 mm, je v gozdovih province Bulgan blizu meje z Rusijo in najnižja 41 mm v puščavi Gobi. Ime Gobi je mongolski izraz za puščavske stepe, ki se navadno nanaša na kategorijo sušnih pašnikov z nezadostno vegetacijo. Površje Gobija je krhko in se zlahka uniči zaradi čezmerne paše, kar ima za posledico širjenje prave puščave.
Najdaljša reka je z 992 km Selenga, od tega sta začetni dve tretjini v Mongoliji. Selenga po prehodu meje v Rusijo v veliki delti priteka v Bajkalsko jezero, iz katerega nato teče reka Angara, glavni pritok Jeniseja.
V Mongoliji imajo naslednje med drugimi narodne parke:
- Altai Tavan Bogd
- Gobi Gurvansaihan
- Gorhi-Terelj
- Gun-Galut
- Hustain Nuruu
- Jezero Hövsgöl
- Kan Henti
- Horgo-Terhin Cagan Nur
- Južni Altaj Gobi
- Cambagarav Uul

## Demografija
Celotno prebivalstvo Mongolije, je po ocenah US Census Bureau iz julija 2007, štelo 2.951.786 prebivalcev, kar jo uvršča na okoli 138. mesto na svetu glede na število prebivalcev. Po ocenah Združenih narodov United Nations Department of Economic and Social Affairs pa naj bi Mongolija sredi leta 2007 štela 2.629.000 prebivalcev. Ocene ZN so podobni tistim, ki jih navaja mongolski državni statistični urad (2.612.900, do konca junija 2007). Stopnja rasti populacije je ocenjena na 1,2 % (stanje 2007). 59 % celotnega prebivalstva je mlajših od 30 let, od katerih je 27% mlajših od 14 let. Ta relativno mlada in rastoča populacija je del obremenjenega mongolskega gospodarstva.
Prvi popis prebivalstva v 20. stoletju je bil izveden leta 1918 in zabeležili 647.500 prebivalcev. Od konca socializma je Mongolija doživela upad celotne stopnje rodnosti (otroka na žensko), ki je bolj strm kot v kateri koli drugi državi v svetu, po zadnjih ocenah ZN je v letih 1970-1975, ko je bila rodnost ocenjena na 7,33 otroka na žensko, padla na okoli 2,1 v obdobju 2000–2005. V zadnjem času pa se je ta trend ustavil, tako da se je v obdobju 2005-2010 rodnost dejansko povečala na 2,5, nato stabilizirala na višini okoli 2,2-2,3 otroka na žensko.
Etnično Mongoli predstavljajo približno 95% prebivalstva in so sestavljeni iz Halha in drugih skupin. Vse odlikuje predvsem narečje mongolskega jezika. Halha predstavljajo 86% prebivalstva etnično Mongolov. Preostalih 14 % so Oirati, Burjati in drugi. Turški narodi (Kazahstanci in Tuvanci) predstavljajo 4,5 % prebivalcev, ostali so Rusi, Kitajci, Korejci in Američani.

### Jeziki
Uradni jezik v Mongoliji je mongolščina in ga govori 95 % prebivalstva. Različna narečja Oiratov in Burjatov se govori po vsej državi, tam so tudi nekateri govorci mongolskega hamnigan. Na zahodu države govorijo kazahstanščino in tuvanščino, oba turška jezika. Mongolski znakovni jezik je glavni jezik v skupnosti gluhih.
Danes je mongolščina napisana v cirilici, čeprav so v preteklosti pisali z mongolsko pisavo. Uradna ponovna uvedba stare pisave je bila načrtovana za leto 1994, ki pa ni bila izvedena pri starejši generaciji, ki ima največ praktičnih težav. Tradicionalna abeceda se počasi ponovno uvaja v šolah.
Rusko se najbolj pogosto govori kot tuj jezik, sledi mu angleščina, čeprav angleščina postopoma nadomešča ruščino kot drugi jezik. Korejščina je pridobila na popularnosti ker deset tisoč Mongolov dela v Južni Koreji.
Zanimanje za kitajščino kot jezik sosednje države, raste. Število starejših izobraženih mongolskih državljanov govori tudi nemško, saj so študirali v nekdanji Vzhodni Nemčiji, medtem ko nekateri govorijo druge jezike iz nekdanjega Vzhodnega bloka. Mnogi mladi tekoče govorijo v katerem od zahodnoevropskih jezikov, ker so študirali ali delali v mestih v Nemčiji, Franciji in Italiji.

### Kuhinja
Mongolska kuhinja se nanaša na lokalne kulinarične tradicije Mongolije in mongolskega sloga jedi. Ekstremno celinsko podnebje je vplivalo na tradicionalen način prehranjevanja. Tako je mongolska kuhinje sestavljena predvsem iz mlečnih izdelkov, mesa in živalskih maščob. Uporaba zelenjave in začimb je omejena. Zaradi geografske bližine in globoke zgodovinske vezi, je mongolska kuhinje pod vplivom kitajske in ruske kuhinje. Pravzaprav je ena izmed najbolj priljubljenih jedi na pari kuhani jed imenovana buuz. Druga priljubljena jed je lapša, preprosta jed iz testenin. Beseda je pravzaprav ruska za rezance. Država je znana tudi po svojem mongolskem telečjem mesu.

### Religija
V skladu s popisom prebivalstva 2010, je med Mongoli starimi 15 let in več, 53 % budistov, medtem ko je bilo 39 % nevernih.
Različne oblike tengrizma in šamanizma so bile pogoste v zgodovini in takšna prepričanja med nomadi iz srednje Azije še obstajajo. Postopoma je prevladal tibetanski budizem, a šamanizem je pustil pečat na mongolski verski kulturi, ki se še vedno izvaja. Kazahstanci zahodne Mongolije so tradicionalno islamske veroizpovedi.
Večji del 20. stoletja je komunistična vlada zatirala verske obrede mongolskim ljudem. Cilj so bili duhovniki mongolske tibetanske budistične cerkve, ki je bila tesno prepletena s prejšnjimi fevdalnimi vladnimi strukturami. V poznih 1930-ih je režim, ki ga je vodil Horlogin Čojbalsan, zaprl skoraj vse mongolske budistične samostane (več kot 700) in ubil najmanj 30.000 ljudi, od katerih je bilo samo lam 18.000. Število budističnih menihov je padlo iz 100.000 v letu 1924 na 110 v letu 1990.
Padec komunizma leta 1991 je obnovil javno versko prakso. Tibetanski budizem, ki je bil prevladujoča vera pred vzponom komunizma, spet narašča in postaja najbolj pomembna vera v Mongoliji. Konec verske represije leta 1990 je omogočilo tudi drugih religijam, kot so vera Baha'i in krščanstvo, da se širijo v državi. Po podatkih krščanske misijonske skupine Barnabas Fund je število kristjanov zraslo iz samo štirih v letu 1989 na okoli 40.000 od leta 2008. Maja 2013 je Cerkev Jezusa Kristusa svetih poslednjih dni organizirala kulturni program v počastitev 20-letnice LDS cerkvene zgodovine v Mongoliji, z 10.900 člani in v 16 cerkvenih stavbah v državi. Obstaja tudi nekaj 1000 katoličanov, v letu 2003 je bil imenovan za prvega katoliškega škofa misijonar s Filipinov.

## Administrativna delitev
Mongolija je razdeljena na 21 provinc (aimags), ki so v nadalje razdeljene na 329 okrožij (sums). Glavno mesto Ulan Bator je samostojna upravna enota kot glavno mesto (občina) z deželnim statusom.
Aimags so:
| Grb | Provinca                              | Mongolščina | Št. preb. 2010 Census | Površina (km²) | Gostota (/km²) | Glavno mesto              |
| --- | ------------------------------------- | ----------- | --------------------- | -------------- | -------------- | ------------------------- |
|     | Arhangaj                              | Архангай    | 84.584                | 55.313,82      | 1,53           | Cecerleg (Цэцэрлэг)       |
|     | Bajan-Ölgii Bayan-Ölgiy               | Баян-Өлгий  | 88.056                | 45.704,89      | 1,93           | Ölgii (Өлгий)             |
|     | Bajanhongor                           | Баянхонгор  | 76.085                | 115.977,80     | 0,66           | Bajanhongor (Баянхонгор)  |
|     | Bulgan                                | Булган      | 53.655                | 48.733,00      | 1,10           | Bulgan (Булган)           |
|     | Darhan-Uul Darhan uul                 | Дархан-Уул  | 94.625                | 3.275,00       | 28,89          | Darhan (Дархан)           |
|     | Dornod                                | Дорнод      | 69.552                | 123.597,43     | 0,56           | Čojbalsan (Чойбалсан)     |
|     | Dornogovi Dornogovĭ                   | Дорноговь   | 58.612                | 109.472,30     | 0,54           | Sajnšand (Сайншанд)       |
|     | Dundgovi Dundgovĭ                     | Дундговь    | 38.821                | 74.690,32      | 0,52           | Mandalgovi (Мандалговь)   |
|     | Govi-Altaj Govĭ-Altay                 | Говь-Алтай  | 53.590                | 141.447,67     | 0,38           | Altaj (Алтай)             |
|     | Govisümber Govĭ-Sümber                | Говьсүмбэр  | 13.240                | 5.541,80       | 2,39           | Čoir (Чойр)               |
|     | Hentij                                | Хэнтий      | 65.811                | 80.325,08      | 0,82           | Öndörhan (Өндөрхаан)      |
|     | Hovd                                  | Ховд        | 76.870                | 76.060,38      | 1,01           | Hovd (Ховд)               |
|     | Hövsgöl                               | Хөвсгөл     | 114.926               | 100.628,82     | 1,14           | Mörön (Мөрөн)             |
|     | Ömnögovi Ömnögovĭ                     | Өмнөговь    | 61.314                | 165.380,47     | 0,37           | Dalanzadgad (Даланзадгад) |
|     | Orhon                                 | Орхон       | 90.700                | 844,00         | 107,46         | Erdenet (Эрдэнэт)         |
|     | Övörhangai Övörhangay                 | Өвөрхангай  | 101.314               | 62.895,33      | 1,61           | Arvaiher (Арвайхээр)      |
|     | Selenge                               | Сэлэнгэ     | 97.585                | 41.152,63      | 2,37           | Sühbaatar (Сүхбаатар)     |
|     | Sühbatar                              | Сүхбаатар   | 51.334                | 82.287,15      | 0,62           | Baruun-Urt (Баруун-Урт)   |
|     | Töv                                   | Төв         | 85.166                | 74.042,37      | 1,15           | Zunmod (Зуунмод)          |
|     | Uvs                                   | Увс         | 73.323                | 69.585,39      | 1,05           | Ulangom (Улаангом)        |
|     | Zavhan Dzavhan                        | Завхан      | 65.481                | 82.455,66      | 0,79           | Uliastaj (Улиастай)       |
|     | Ulan Bator(Mestna občina) Ulaanbaatar | Улаанбаатар | 1.154.290             | 4.704,40       | 226,90         | Ulan Bator (Улаанбаатар)  |

### Večja mesta
Približno 40 % prebivalstva živi v Ulan Batorju, v letu 2002 pa jih je še 23 % živelo v Darhan, Erdenet, to so aimag centri in so stalna naselja. Drugi prebivalci živijo v centrih sums.

## Gospodarstvo
Gospodarska aktivnost v Mongoliji tradicionalno temelji na paši in kmetijstvu, se je pa razvoj obsežnih rudnih nahajališč bakra, premoga, molibdena, kositra, volframa in zlata izkazal kot gonilo industrijske proizvodnje. Poleg rudarstva (21,8 % BDP) in kmetijstva (16 % BDP), dominira industrija, sledita trgovina in storitve, prevoz in skladiščenje ter poslovanje z nepremičninami. Siva ekonomija je ocenjena na najmanj eno tretjino velikosti uradnega gospodarstva. Od leta 2006 gre 68,4 % mongolskega izvoza na Kitajsko, uvoza iz Kitajske je 29,8 %.
Mongolija je rangirana na spodnji srednji dohodek gospodarstva po navedbah Svetovne banke. 22,4 % prebivalstva živi z manj kot 1,25 € na dan. BDP na prebivalca v letu 2011 je bil 3100 $. Kljub rasti, je bil delež prebivalstva pod pragom revščine ocenjen na 35,6 % v letu 1998, 36,1% v obdobju 2002-2003 in 32,2 % v letu 2006.
Zaradi razcveta rudarskega sektorja, je imela Mongolija visoko stopnjo rasti v letu 2007 in 2008 (9,9 % in 8,9 % - v tem zaporedju). Leta 2009 je ostra pocenitev surovin in učinkov svetovne finančne krize povzročila padec lokalne valute za 40 % v primerjavi z ameriškim dolarjem. Dve izmed 16 poslovnih bank sta bili v postopku prisilne poravnave. Rast BDP v letu 2011 je dosegel 16,4 %. Vendar pa je inflacija še naprej ovirala dobičke, s povprečno 12,6 % ob koncu leta 2011. BDP je od leta 2002 stalno naraščal po stopnji 7,5 % (uradna ocena 2006), si država še vedno prizadeva, da bi premagala precejšen primanjkljaj trgovine.
Mongolija do februarja 2011 ni bila nikoli navedena med nastajajočimi trgi, ko so analitiki Citigroup Mongolijo določili kot enega od generatorjev svetovne gospodarske rasti in državo z najbolj obetavnimi možnosti za rast 2010-2050. Mongolska Stock Exchange, ustanovljena leta 1991 v Ulan Batorju, je med najmanjšimi svetovnimi borzami po tržni kapitalizaciji. V letu 2011 je bilo 336 podjetij na seznamu s skupno tržno kapitalizacijo 2 milijardi dolarjev. Mongolija je naredila pomemben napredek na enostavnosti poslovanja v letu 2012, po poročilu Mednarodne finančne korporacije (IFC).

### Industrija mineralov
Minerali predstavljajo več kot 80 % mongolskega izvoza, pričakujejo, da se bo delež sčasoma povečal na 95 %. Izdano je bilo 3000 rudarskih dovoljenj. Rudarjenje še vedno narašča kot glavna industrija Mongolije, kar je razvidno iz številnih kitajskih, ruskih in kanadskih podjetij, ki odpirajo in začnejo rudarsko podjetje v Mongoliji.
Poleti 2009 je vlada izpogajala »Investment Agreement« z rudniki Rio Tinto in Ivanhoe za razvoj nahajališča bakra in zlata Oju Tolgoi, največji tuji investicijski projekt v Mongoliji, ki bo po pričakovanjih predstavljal eno tretjino BDP Mongolije do leta 2020. Marca 2011 se je šest velikih rudarskih družb potegovalo za območje Tavan Tolgoi, največje neizkoriščeno nahajališče premoga na svetu.

### Kmetijstvo
Leta 2002 je približno 30 % vseh gospodinjstev v Mongoliji živelo od vzreje živine. Največ pastirjev sledi vzorcu nomadskega ali pol-nomadskim pastirstva. Zaradi hude zime 2009-2010, je Mongolija izgubila 9,7 milijonov živali ali 22% vseh živali. To je takoj vplivalo na cene mesa, ki so se podvojile; BDP v letu 2009 se je zmanjšal za 1,6 %.

## Promet
Transmongolska železnica je glavna železniška povezava med Mongolijo in njenimi sosedami. Začne se na Transsibirski železnici v Rusiji v mestu Ulan-Ude, prehaja v Mongolijo, teče skozi Ulan Bator, nato pa preide na Kitajsko v kraju Erenhot, kjer se priključi na kitajski železniški sistem. Zasebna železniška povezava povezuje vzhodno mesto Čojbalsan s Transsibirsko železnico. Ta povezava je zaprta za potnike po mongolskem mestu Čulunhorot.
Mongolija ima številna domača letališča, nekatera od njih imajo mednarodni status. Glavno mednarodno letališče je Chinggis Khaan International Airport, ki je približno 20 km oddaljeno od centra mesta Ulan Bator. Obstajajo neposredne letalske povezave med Mongolijo in Južno Korejo, Kitajsko, Tajsko, Hong Kongom, Japonsko, Rusijo, Nemčijo, Kirgizistanom in Turčijo. MIAT Mongolian Airlines je nacionalni letalski prevoznik Mongolije za opravljanje mednarodnih letov, medtem ko so drugi domači letalski prevozniki, kot so Eznis Airways, AeroMongolia in Hunnu Airlines namenjeni za domače in regionalne proge.
Veliko cest v Mongoliji je le gramoznih ali so preprosti kolovozi. Utrjene ceste potekajo iz Ulan Batorja do ruske in kitajske meje, od Ulan Batorja vzhodno in zahodno teče tako imenovana Millenium Road in od Darhana do Bulgana. Številni gradbeni projekti v cestnem prometu so trenutno v teku. Mongolija ima 4800 km asfaltiranih cest, 1800 km, od tega je bilo narejenih samo v letu 2013.

## Izobraževanje
V obdobju socializma je bilo izobraževanje eno od področij pomembnih dosežkov v Mongoliji. Nepismenost je bila praktično odpravljena, delno z uporabo sezonskih internatov za otroke nomadskih družin. Financiranje teh dijaških domov se je zmanjšalo po letu 1990, kar je prispevalo k nekoliko povečani nepismenosti.
Osnovnošolsko in srednješolsko izobraževanje je prej trajalo 10 let, a se je razširilo na 11 let. Od šolskega leta 2008-2009 novi prvošolci hodijo v 12-letko. Popoln prehod na 12-letni sistem bo v šolskem letu  2019-2020, ko bodo sedanji tretji razredi diplomirali.
Od leta 2006 se poučevanje angleščine v vseh srednjih šolah po vsej Mongolije začne v četrtem razredu.
Mongolske nacionalne univerze so vse nastale iz Nacionalne Univerze Mongolije in mongolske Univerze za znanost in tehnologijo.

## Kultura
Slikovit simbol na skrajno levem delu državne zastave je budistična ikona imenovana Sojombo. Pomeni sonce, luno, zvezde in nebo po standardni kozmološki simbologiji in se zgleduje pri tradicionalnih thangka slikah.

### Likovna umetnost
Pred 20. stoletjem je imela večina del likovne umetnosti v Mongoliji versko funkcijo, zato je mongolska likovna umetnost močno pod vplivom verskih besedil. Slike thangka (slika na bombaž ali svilo, običajno je upodobljeno budistično božanstvo, scena ali mandala) so navadno pobarvane ali izdelane v tehniki appliqué. Bronaste skulpture običajno prikazujejo budistična božanstva. Številna velika dela pripisujejo prvim Jebtsundamba Hutuktujem, Zanabazar.
V poznem 19. stoletju, so se slikarji, kot so Marzan Šarav, obrnili k bolj realnim slogom slikarstva. V času Mongolske Ljudske republike je bil socialistični realizem prevladujoč slikarski slog, a so bile tradicionalne thangka slike s posvetnimi in nacionalističnimi temami, prav tako priljubljen žanr, znan kot Mongol zurag.
Med prvimi poskusi uvedbe modernizma v likovni umetnosti v Mongoliji, je slika Ehiin setgel (materinska ljubezen), slikarja Cevegjava, narejena leta 1960. Umetnik je bil osvobojen, kot je bilo njegovo delo cenzurirano.
Vse oblike likovne umetnosti so cvetele le po perestrojki v poznih 1980-tih. Otgonbajar Eršu je nedvomno eden od najbolj znanih sodobnih mongolskih umetnikov v zahodnem svetu, ki ga je upodobil v filmu ZURAG Tobiasa Wulffa.

### Arhitektura
Tradicionalno mongolsko stanovanje je znano kot ger. V preteklosti je bil bolj znan ruski izraz jurta, vendar se to spreminja, saj mongolski izraz postaja bolj znan v angleško govorečih državah. Mongolski umetnik in umetnostni kritik N. Chultem pravi, da je bil ger osnova za razvoj tradicionalne mongolske arhitekture. V 16. in 17. stoletju, so bili lamaserie (samostan) zgrajeni po vsej državi. Mnogi od njih so se začeli kot ger-templji. Ko ga je bilo treba razširiti, da bi sprejel vse večje število vernikov, so mongolski arhitekti uporabljali 6 ali 12 kotne strukture, s piramidno streho, kar je bil približek okroglemu geru. Nadaljnja širitev je privedla do kvadratne oblike templjev. Strehe so bile narejene v obliki šotorov. Rešetkaste stene, drogove za streho in plasti filca so nadomestili kamen, opeka, tramovi in deske in postali so stalni.
Čultem razlikujemo tri sloge v tradicionalni mongolski arhitekture: mongolske, tibetanske in kitajske, kot tudi kombinacijo treh. Med prvimi kvadratnimi templji je Batu-Tsagaan (1654), ki ga je zasnoval Zanabazar. Primer ger-sloga arhitekture je samostan Daši-Čoiling v Ulan Batorju. Tempelj Lavrin (18. stoletje) v samostanu Erdene Zuu, je bil zgrajen po tibetanski tradiciji. Primer templja zgrajenega v kitajski tradiciji je v samostanu Čoijing Lamiin Süme (1904), ki je danes muzej. Kvadratni tempelj Cogčin v samostanu Gandan v Ulan Batorju je kombinacija mongolske in kitajske tradicije. Tempelj Maitreje (razstavljen leta 1938) je bil primer Tibetansko-mongolske arhitekture. Samostan Daši-Čoiling je začel projekt za obnovo templja in 24 m visokega kipa Maitreja.

### Glasba
Na glasbo Mongolije je močno vplivala narava, nomadstvo, šamanizem in tudi tibetanski budizem. Tradicionalna glasba pozna vrsto inštrumentov, slavno morin khuur, pa tudi pevske sloge, kot je urtyn duu (dolga pesem) in grleno petje (khoomei'). Tsam je ples za odvračanje zlih duhov in je bil viden tudi pri obredu šamanov.
Prvi rock bend v Mongoliji je Soyol Erdene, ustanovljen leta 1960. Njihovo podobnost z The Beatles je močno kritizirala komunistična cenzura. Sledili so Mungunhurhree, Ineemseglel, Urgoo, itd. Mungunhurhree in Haranga sta postala pionirja težke rock glasbe. Haranga je dosegel svoj vrhunec v poznih 1980 in 1990.
Vodja Haranga, slavni kitarist Enh-Manlai, je velikodušno pomagal pri razvoju naslednjih generacij rokerjev. Med privrženci Haranga je bend Hurd. V začetku leta 1990 je skupina Har-Chono začela s folk-rockom, ki združuje elemente tradicionalnega mongolskega žanra "dolge pesmi".
Ko je okolje za razvoj umetniškega mišljenja postalo bolj svobodno, zahvaljujoč novi demokratični družbi v državi, se je v 1990-tih začel razvoj rapa, techno, hip-hopa in podobni.

### Festivali
Mongolija ima veliko tradicionalnih festivalov skozi vse leto in so večinoma posvečeni praznovanju mongolske kulture. Naadam festival je največji festival, praznujejo ga v vsakem mestu in vasi po vsej državi. Tekmujejo v treh športnih panogah: rokoborbi, lokostrelstvu in konjskih dirkah, med drugimi tradicionalnimi igrami in predstavami. Festival sokolov privabi okrog 400 lovcev s sokoli na konju, tudi svetovno znanega popotnika Мөнхбаярт Батсайхан (Munkhbayart Batsaikhan), ki tekmujejo s svojimi pticami. Festival ledu in Festival tisoč kamel in drugi mnogi tradicionalni mongolski festivali.